# Gonvick (Minnesota)
Gonvick es una ciudad ubicada en el condado de Clearwater en el estado estadounidense de Minnesota. En el Censo de 2010 tenía una población de 282 habitantes y una densidad poblacional de 84,27 personas por km².

## Geografía
Gonvick se encuentra ubicada en las coordenadas 47°44′21″N 95°30′44″O / 47.73917, -95.51222. Según la Oficina del Censo de los Estados Unidos, Gonvick tiene una superficie total de 3.35 km², de la cual 3.35 km² corresponden a tierra firme y (0%) 0 km² es agua.

## Demografía
Según el censo de 2010, había 282 personas residiendo en Gonvick. La densidad de población era de 84,27 hab./km². De los 282 habitantes, Gonvick estaba compuesto por el 93.97% blancos, el 0.35% eran afroamericanos, el 4.61% eran amerindios, el 0% eran asiáticos, el 0% eran isleños del Pacífico, el 0% eran de otras razas y el 1.06% pertenecían a dos o más razas. Del total de la población el 1.42% eran hispanos o latinos de cualquier raza.